# Philippe Mellier
Pour les articles homonymes, voir Mellier.
Philippe J C Mellier, né à Nancy le 2 septembre 1955 et mort le 8 juillet 2025 à Bandol, est un chef d'entreprise français.

## Biographie

### Jeunesse et formation
Philippe Mellier naît à Nancy le 2 septembre 1955. Il est diplômé de l'École nationale supérieure de techniques avancées en 1979 et de l’Institut européen d'administration des affaires à Fontainebleau en 1980.

### Carrière
En 1980, il commence sa carrière à la Ford Motor Company comme surveillant de planning et d'analyste des ventes. Pendant 19 ans, il occupe différentes positions de manager pour Ford en France, Portugal, Nouvelle-Zélande et au Mexique. Il termine sa carrière chez Ford comme vice-président, Marketing, Sales & Service, Europe.
Philippe Mellier est depuis l’an 2000, PDG de Renault Trucks et membre du conseil d'administration du groupe Volvo. De 1999 à 2000, il exerce la fonction de directeur pour le marché Europe de Renault.
Il devient président d’Alstom Transport le 1er mai 2003. L’année suivante, il est nommé vice-président exécutif du groupe Alstom.
En janvier 2009, dans une interview au Financial Times, Philippe Mellier dénonce le protectionnisme qui se met en place sur le marché du ferroviaire chinois. Il estime que les pays occidentaux devraient refuser d’acheter des trains chinois, en dénonçant la fermeture progressive du géant asiatique aux fournisseurs étrangers,.
Après 8 années passées à la présidence d’Alstom Transport, Philippe Mellier, à dater du 1er juillet 2011, rejoint De Beers, numéro un mondial du diamant, en tant que directeur général du groupe.
En 2018, il rejoint le groupe Fraikin en tant que président.

### Vie privée
Il épouse Béatrice, avec laquelle il a trois filles, Céline, Candice et Constance.
Philippe Mellier meurt le 8 juillet 2025 à Bandol à l’âge de 69 ans.

## Distinction
Philippe Mellier est chevalier de la Légion d'honneur.